# Dominic Raab
Dominic Rennie Raab (sinh ngày 25 tháng 2 năm 1974) là cựu Phó Thủ tướng Vương Quốc Anh, Quốc vụ khanh phụ trách Tư Pháp và Đại Pháp quan của Đại Anh. Trước đó, ông từng giữ chức Đệ nhất Quốc vụ khanh và Quốc vụ khanh phụ trách Các vấn đề đối ngoại và khối thịnh vượng chung (Ngoại trưởng Anh).
Trước đây ông là thành viên của Nội các dưới tư cách Bộ trưởng Ngoại giao Liên minh Châu Âu. Raab là thành viên của Đảng Bảo thủ Anh. Kể từ năm 2010, ông là Hạ Nghị sĩ (MP) cho Esher và Walton.
Raab trở thành Phó Quốc vụ Khanh Nghị viện tại Bộ Tư pháp vào ngày 12 tháng 5 năm 2015, nhưng không còn giữ chức vụ này khi Theresa May bổ nhiệm chính phủ đầu tiên của mình một năm sau. Sau Tổng tuyển cử 2017, ông được bổ nhiệm Phó Quốc vụ khanh Nghị viện cho Tòa án và Tư pháp. Khi chính phủ cải tổ lại vào tháng 1 năm 2018, Raab chuyển đến Bộ Nhà ở, Cộng đồng và Chính quyền Địa phương.
Vào tháng 7 năm 2018, May đã thăng chức Raab lên vai trò Nội các đầu tiên của mình, trở thành Bộ trưởng Ngoại giao Liên minh châu Âu sau khi David Davis từ chức. Raab đã từ chức Thư ký Brexit vào ngày 15 tháng 11 năm 2018 ngoài nguyên tắc, phản đối cách diễn đạt Thỏa thuận rút tiền dự thảo khác với những gì ông đã tham gia vào đàm phán với EU.
Raab đã được bổ nhiệm Bộ trưởng Ngoại giao và Ngoại giao và Ngoại trưởng thứ nhất bởi Thủ tướng Boris Johnson vào ngày 24 tháng 7 năm 2019. Điều này diễn ra sau sự từ chức của Jeremy Hunt rời khỏi Chính phủ HM sau khi thua trong lá phiếu cuối cùng của cuộc bầu cử lãnh đạo Bầu cử lãnh đạo Đảng Bảo thủ cho Johnson.

## Thời trẻ và học vấn
Sinh năm Buckinghamshire năm 1974, Raab is the son of Peter and Jean Raab. Cha của ông, người Do Thái, đến Anh từ Tiệp Khắc năm 1938 khi sáu tuổi, theo Thỏa thuận Munich. Raab lớn lên ở Gerrards Cross, Buckinghamshire. Anh được nuôi dưỡng theo đức tin của người mẹ Anh, trong Nhà thờ Anh.
Raab đã học Trường trung học Dr Challon, Amersham trước khi đến Lady Margaret Hall, Oxford để đọc luật và tốt nghiệp cử nhân. Sau đó, anh theo đuổi các nghiên cứu sâu hơn tại Jesus College, Cambridge nơi anh đã giành được giải thưởng Clive Parry cho Luật quốc tế và lấy bằng thạc sĩ (LLM).